# Баузер Млађи
Баузер Млађи је осми Баузеров син у франшизи Марио. Он је најмлађи Баузеров потомак, након седам Куплингчића. Од свог дебија у Super Mario Sunshine, Баузер Млађи је постао рекурентни лик у Марију, па је постао игран у неколико спин-оффа, попут Mario Superstar Baseball и Mario Strikers Charged. Његово последње појављивање било је на Mario Tennis Open-у, међутим његово последње појављивање у главној серији је Super Mario Galaxy 2. Џуниор не жели ништа друго него воља свог оца (отети принцезу Бресквицу и уништити Мариа), а омиљено је дете његовог оца.